# 一条教房
一条 教房（いちじょう のりふさ）は、室町時代から戦国時代初期にかけての公卿。摂政・関白・太政大臣を務めた一条兼良の長男。官位は従一位、関白、左大臣。

## 生涯
応永30年（1423年）6月、一条兼良の長男として誕生。
永享10年（1438年）に元服。一条家の歴代当主の中では初めて足利将軍家からの偏諱の授与を受け、第6代将軍・足利義教から一字拝領し、教房と名乗る（弟の教賢（きょうけん、僧）も同様）。同時に正五位下に叙せられた。
翌永享11年（1439年）正三位・権中納言に叙任されて公卿に列す。文安元年（1444年）権大納言、享徳元年（1452年）内大臣、長禄元年（1457年）左大臣を経て、長禄2年（1458年）関白・氏長者となる。寛正4年（1463年）に関白・氏長者を辞す。
応仁元年（1467年）応仁の乱が勃発すると、同年8月に弟の興福寺大乗院門主・尋尊を頼って、奈良に避難する。次いで、父の兼良も奈良に避難してきたため、応仁2年（1468年）9月に父に奈良の避難所を譲って教房は一条家領のあった土佐国幡多荘に下向し、四万十川下流の中村の館に住んだ。教房は土佐国人に迎えられて生活の基盤を確保し、父の兼良の下向を勧誘したり、帰洛した父に対して土佐から邸宅を作るための木材を送ったりしている。また、教房とともに公家や武士、職人なども幡多荘に下向したため、京都の文化が移入され、中村繁栄の基礎を築かれた。
文明12年（1480年）10月5日、死去。享年58。妙華寺に埋葬される。長男の政房は既に応仁の乱の中で戦死していたため、一条家の家督は40歳ほど年の離れた実弟の冬良が継いだ。一方で、次男・房家はそのまま土佐に土着して、この子孫（系統）が土佐一条氏となった。

## 墓所

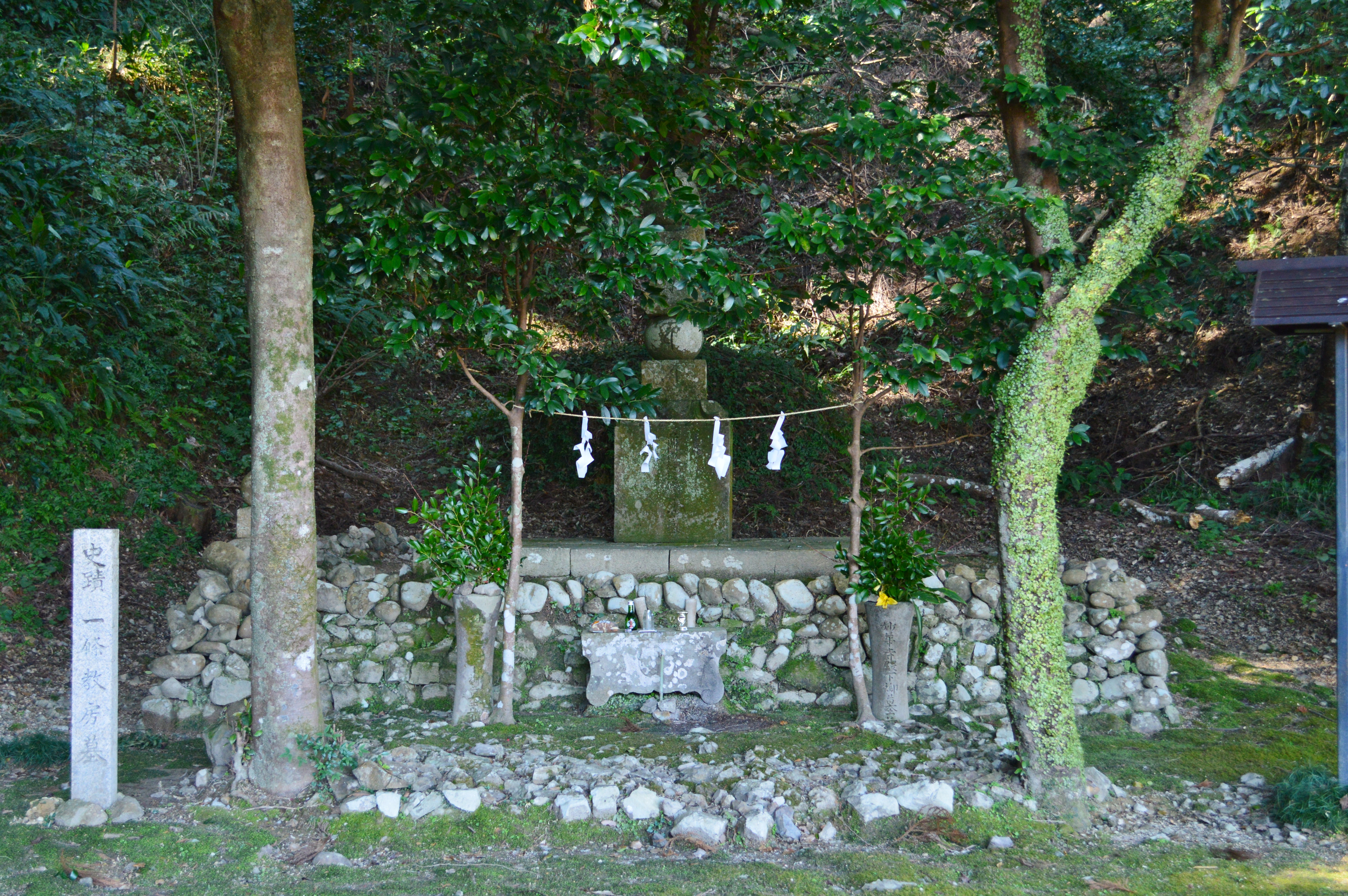
一条教房墓（高知県四万十市）

## 官歴
『諸家伝』による。
- 永享10年（1438年） 11月28日：元服、正五位下、禁色、昇殿
- 時期不詳：従四位上
- 永享11年（1439年） 3月18日：権中納言（直任）、従三位、中将如元
- 嘉吉2年（1442年） 正月5日：正三位
- 文安元年（1444年） 2月6日：権大納言
- 文安3年（1446年） 正月5日：従二位
- 文安5年（1448年） 正月5日：正二位。2月16日：左近衛大将
- 享徳元年（1452年） 10月10日：内大臣、大将如元
- 康正元年（1455年） 8月27日：右大臣、辞大将
- 康正3年（1457年） 6月17日：左大臣
- 長禄2年（1458年） 12月5日：関白氏長者
- 長禄3年（1459年） 正月5日：従一位。12月18日：辞左大臣
- 寛正4年（1463年） 4月：辞関白氏長者
- 応仁2年（1468年） 9月16日：下向土州
- 文明12年（1480年） 10月5日：薨去

## 系譜
『系図纂要』による。
- 父：一条兼良
- 母：小林寺殿（中御門宣俊の娘）
- 妻：宣司殿（冷泉為之の娘）
  - 男子：一条政房（1443-1469）
- 妻：中納言局（加久見宗孝の娘[6]）
  - 男子：一条房家（1475-1539）